# 50-й зенітний ракетний полк (Україна)
50-й гвардійський зенітний ракетний Севастопольсько-Феодосійський полк (50 ЗРП, в/ч А4489) — з'єднання зенітних ракетних військ повітряних сил України. Після розпаду СРСР був утворений на базі 1014-го зенітного ракетного полку СРСР з особового складу, який склав присягу на вірність українському народу, як 1014-та зенітна ракетна бригада.

## Історія
У 1991 році частина увійшла до складу Військ протиповітряної оборони Збройних Сил України.
Згідно з Указом Президента України від 10 червня 1997 р. № 517/97 Гвардійській Севастопольській 1014 зенітній ракетній бригаді 60 корпусу протиповітряної оборони Сил Протиповітряної оборони України почесне найменування 
присвоєно почесне найменування «Феодосійська»
У липні 2004 року, вже 50-й полк увійшов до складу Повітряних Сил України.
Протягом останніх років полк брав участь у навчаннях з бойовими стрільбами: в 1996, 1997, 1998, 2010 роках виконував бойові стрільби на полігоні «Чауда»; в 2006 році полк виконував бойові стрільби на полігоні «Телемба».
В 2013 році полк переформований у групу дивізіонів 174-ї зенітної ракетної бригади. 
2014 року полк було захоплено російськими військами і на його базі було розгорнуто 18-й зенітний ракетний полк.

## Структура
- зенітний ракетний дивізіон С- 300ПС
- зенітний ракетний дивізіон С- 300ПС

## Командування
- полковник Безкровний Дмитро Володимирович (1992)
- полковник Чеботарьов Вадим Юрійович (2006)
- полковник Павлюченко Віталій Олександрович (2009)